# Jaguar Mk VII
Jaguar Mk VII/Mk VIII/Mk IX är en personbil, tillverkad av den brittiska biltillverkaren Jaguar mellan 1950 och 1961.

## Mk VII
1950 introducerades så den modell som Jaguar haft i åtanke vid utvecklingen av den nya XK-motorn, Mk VII. Chassit är en vidareutveckling av företrädaren Mk V, men karossen har inga likheter. 1954 infördes en starkare motor.
Mk VII tillverkades i 30 997 exemplar.

## Mk VIII
Med Mk VIII från 1956 infördes ytterligare lite starkare motor, hel framruta och detaljförändringar i kylarmaskeringen.
Mk VIII tillverkades i 6 227 exemplar.

## Mk IX
Den sista utvecklingen av Jaguars stora femtiotals-sedan var Mk IX från 1959. Förutom den större 3,8-litersmotorn hade den skivbromsar runt om och servostyrning.
Mk IX tillverkades i 10 012 exemplar.

## Motorer
| Modell  | Motor               | Cylindervolym | Effekt     | Bränsle             |
| ------- | ------------------- | ------------- | ---------- | ------------------- |
| Mk VII  | 6-cyl radmotor dohc | 3442 cm³      | 160-190 hk | Dubbla SU förgasare |
| Mk VIII | 6-cyl radmotor dohc | 3442 cm³      | 210 hk     | Dubbla SU förgasare |
| Mk IX   | 6-cyl radmotor dohc | 3781 cm³      | 220 hk     | Dubbla SU förgasare |